# Svetlana Podobedova
Svetlana Nikolaievna Podobedova (em russo:  Светлана Николаевна Подобедова; Zima [ru], 26 de maio de 1986) é uma halterofilista do Cazaquistão, de origem russa.
No Campeonato Mundial para juniores de 2006, Svetlana Podobedova estabeleceu um recorde mundial no total, com 286 kg (128 kg no arranque e 158 kg no arremesso), na categoria até 75 kg.
A partir de 2009, passou a competir pelo Cazaquistão. Nos Campeonatos Mundiais daquele ano e de 2010, conquistou a medalha de ouro e estabeleceu sete recordes mundiais (no arranque, no arremesso e no total) nessas ocasiões.

## Quadro de resultados
Principais resultados de Svetlana Podobedova:
| Ano  | Competição                | Local             | Classe de peso | Arranque (kg) | Arremesso (kg) | Total (kg) | Pos. | Repres.     |
| ---- | ------------------------- | ----------------- | -------------- | ------------- | -------------- | ---------- | ---- | ----------- |
| 2000 | Campeonato Europeu Sub-16 | Košice            | –64 kg         | 67,5          | 92,5           | 160        | 5.   | Rússia      |
| 2001 | Campeonato Europeu Sub-16 | Klosterneuburg    | –69 kg         | 80            | 107,5          | 187,5      | 2.   | Rússia      |
| 2002 | Campeonato Europeu Sub-16 | Villeneuve-Loubet | –75 kg         | 90            | 115            | 205        | 2.   | Rússia      |
| 2002 | Campeonato Europeu Júnior | Nuoro             | –75 kg         | 97,5          | 117,5          | 215        | 4.   | Rússia      |
| 2003 | Campeonato Europeu Júnior | Valência          | –75 kg         | 100           | 125            | 225        | 1.   | Rússia      |
| 2003 | Campeonato Mundial        | Vancouver         | –75 kg         | 105           | 125            | 230        | 12.  | Rússia      |
| 2004 | Campeonato Europeu        | Kiev              | –75 kg         | 112,5         | 137,5          | 250        | 1.   | Rússia      |
| 2004 | Campeonato Mundial Júnior | Minsk             | –75 kg         | 115           | 142,5          | 257,5      | 2.   | Rússia      |
| 2005 | Campeonato Europeu        | Sófia             | –75 kg         | 115           | 147,5          | 262,5      | 1.   | Rússia      |
| 2005 | Campeonato Mundial Júnior | Busan             | –75 kg         | 115           | 147            | 262        | 2.   | Rússia      |
| 2005 | Campeonato Mundial        | Doha              | –75 kg         | 124           | 155            | 279        | 3.   | Rússia      |
| 2006 | Campeonato Mundial Júnior | Hangzhou          | –75 kg         | 128           | 158            | 286        | 1.   | Rússia      |
| 2009 | Campeonato Asiático       | Taldikorgan       | –75 kg         | 130           | 150            | 280        | 1.   | Cazaquistão |
| 2009 | Campeonato Mundial        | Goyang            | –75 kg         | 132           | 160            | 292        | 1.   | Cazaquistão |
| 2010 | Campeonato Mundial        | Antália           | –75 kg         | 134           | 161            | 295        | 1.   | Cazaquistão |
| 2010 | Jogos Asiáticos           | Cantão            | –75 kg         | 130           | 157            | 287        | 1.   | Cazaquistão |
| 2011 | Campeonato Mundial        | Paris             | –75 kg         | 131           | 156            | 287        | 2.   | Cazaquistão |
| 2012 | Jogos Olímpicos           | Londres           | –75 kg         | 130           | 161            | 291        | DSQ  | Cazaquistão |
| 2015 | Campeonato Mundial        | Houston           | –75 kg         | 121           | 155            | 276        | 3.   | Cazaquistão |
| 2015 | Copa do Presidente        | Grózni            | –75 kg         | 118           | 146            | 264        | 1.   | Cazaquistão |

Quadro de recordes
| Data       | Prova     | Marca   | Classe de peso | Lugar    | Repres.     |
| ---------- | --------- | ------- | -------------- | -------- | ----------- |
| 13.11.2005 | Arremesso | 155 kg  | –75 kg         | Doha     | Rússia      |
| 13.11.2005 | Total     | 279 kg  | –75 kg         | Doha     | Rússia      |
| 02.06.2006 | Total     | 286 kg* | –75 kg         | Hangzhou | Rússia      |
| 28.11.2009 | Arranque  | 132 kg  | –75 kg         | Goyang   | Cazaquistão |
| 28.11.2009 | Arremesso | 160 kg  | –75 kg         | Goyang   | Cazaquistão |
| 28.11.2009 | Total     | 287 kg  | –75 kg         | Goyang   | Cazaquistão |
| 28.11.2009 | Total     | 292 kg  | –75 kg         | Goyang   | Cazaquistão |
| 23.09.2010 | Arranque  | 134 kg  | –75 kg         | Antália  | Cazaquistão |
| 23.09.2010 | Arremesso | 161 kg  | –75 kg         | Antália  | Cazaquistão |
| 23.09.2010 | Total     | 295 kg  | –75 kg         | Antália  | Cazaquistão |

* Recorde mundial para juniores